# Mazraeh-ye Akbarabad
Mazraeh-ye Akbarabad (em persa: مزرعه اكبراباد, também romanizada como Mazra‘eh-ye Akbarābād) é uma aldeia do distrito central do condado de Abadeh, na província de Fars, no Irã.
No censo de 2006, a sua existência foi notada, mas sua população não foi contada.